# Purlovia
Genre
Espèce
Purlovia est un genre éteint de thérapsides thérocéphales herbivores datant du Permien supérieur dans ce qui est aujourd'hui la Russie et dont une seule espèce est connue, Purlovia maxima, décrite en 2011. Avec le genre sud-africain Nanictidops, il fait partie de la famille éteinte des Nanictidopidae. Des fossiles ont été trouvés dans le district de Tonshayevsky de l'oblast de Nijni Novgorod.

## Systématique
Le genre Purlovia et l'espèce Purlovia maxima ont été décrits en 2011 par le paléontologue russe Mikhaïl Feodosievitch Ivakhnenko.

## Description
Par rapport aux autres thérocéphales, Purlovia a un crâne très large en raison d'une région temporale élargie. Vu d'en haut, il semble à peu près triangulaire. Le crâne mesure environ 20 cm long, avec près de la moitié de sa longueur dans la région postorbitaire derrière les orbites. Il a de grandes canines et des dents buccales ou jugales plus petites, le long des mâchoires supérieure et inférieure épaisses. La mâchoire inférieure est robuste et courbée vers le haut, avec une région symphysaire bien développée où les deux moitiés de la mâchoire se rencontrent.

## Culture populaire
Il apparait dans le jeu vidéo Ark: Survival Evolved, où il peut être domestiqué par les joueurs.

## Publication originale
- (ru + en) M. F. Ivakhnenko, « Permian and Triassic Therocephals (Eutherapsida) of Eastern Europe », Paleontological Journal, Nauka et Springer Science+Business Media, vol. 45, no 9,‎ 29 novembre 2011, p. 981-1144 (ISSN 0031-0301 et 1555-6174, OCLC 1639478, DOI 10.1134/S0031030111090012).